# Pieter Aspe
Pieter Aspe (officiellt Pierre Aspeslag), född 3 april 1953 i Brygge, död 1 maj 2021 i Brygge, var en belgisk (flamländsk) författare av en serie kriminaldeckare med polisen Van In i centrum.

### Romaner
| Nr  | Titel                     | Översättning            | År   | ISBN                                    |
| 1.  | Het Vierkant van de Wraak | The Square of Revenge   | 1995 | ISBN 90-223-1354-9                      |
| 2.  | De Midasmoorden           | The Midas Murders       | 1996 | ISBN 90-223-1406-5                      |
| 3.  | De Kinderen van Chronos   | The Children of Chronos | 1997 | ISBN 90-223-1437-5                      |
| 4.  | De Vierde Gestalte        | The Fourth Figure       | 1998 |                                         |
| 5.  | Het Dreyse-incident       | The Dreyse Incident     | 1999 | ISBN 90-6091-422-8                      |
| 6.  | Blauw Bloed               | Blue Blood              | 2000 | ISBN 90-223-1728-5                      |
| 7.  | Dood Tij                  | Dead Tide               | 2000 | ISBN 90-223-1573-8                      |
| 8.  | Zoenoffer                 | Sweet Sacrifice         | 2001 | ISBN 90-5542-827-2 / ISBN 90-223-1575-4 |
| 9.  | Vagevuur                  | Purgatory               | 2001 | ISBN 90-223-1602-5                      |
| 10. | De Vijde Macht            | The Fifth Power         | 2002 | ISBN 90-223-1732-3                      |
| 11. | Onder Valse Vlag          | Under False Flag        | 2002 |                                         |
| 12. | 13                        | Thirteen                | 2003 | ISBN 90-223-1789-7                      |
| 13. | Pandora                   | Pandora                 | 2003 | ISBN                                    |
| 14. | Tango                     | Tango                   | 2004 | ISBN 90-223-1831-1                      |
| 15. | Onvoltooid Verleden       | Unfinished Past         | 2004 | ISBN 90-223-1941-5                      |
| 16. | Casino                    | Casino                  | 2005 | ISBN 90-223-1884-2                      |
| 17. | Ontmaskerd                | Unmasked                | 2005 | ISBN 90-223-1941-5                      |
| 18. | Zonder Spijt              | Without Regret          | 2006 | ISBN 90-223-1965-2                      |
| 19. | Alibi                     | Alibi                   | 2006 |                                         |
| 20. | Rebus                     | Rebus                   | 2007 |                                         |

### Barnböcker
1. Grof wild (1998)